# Guy Wilks

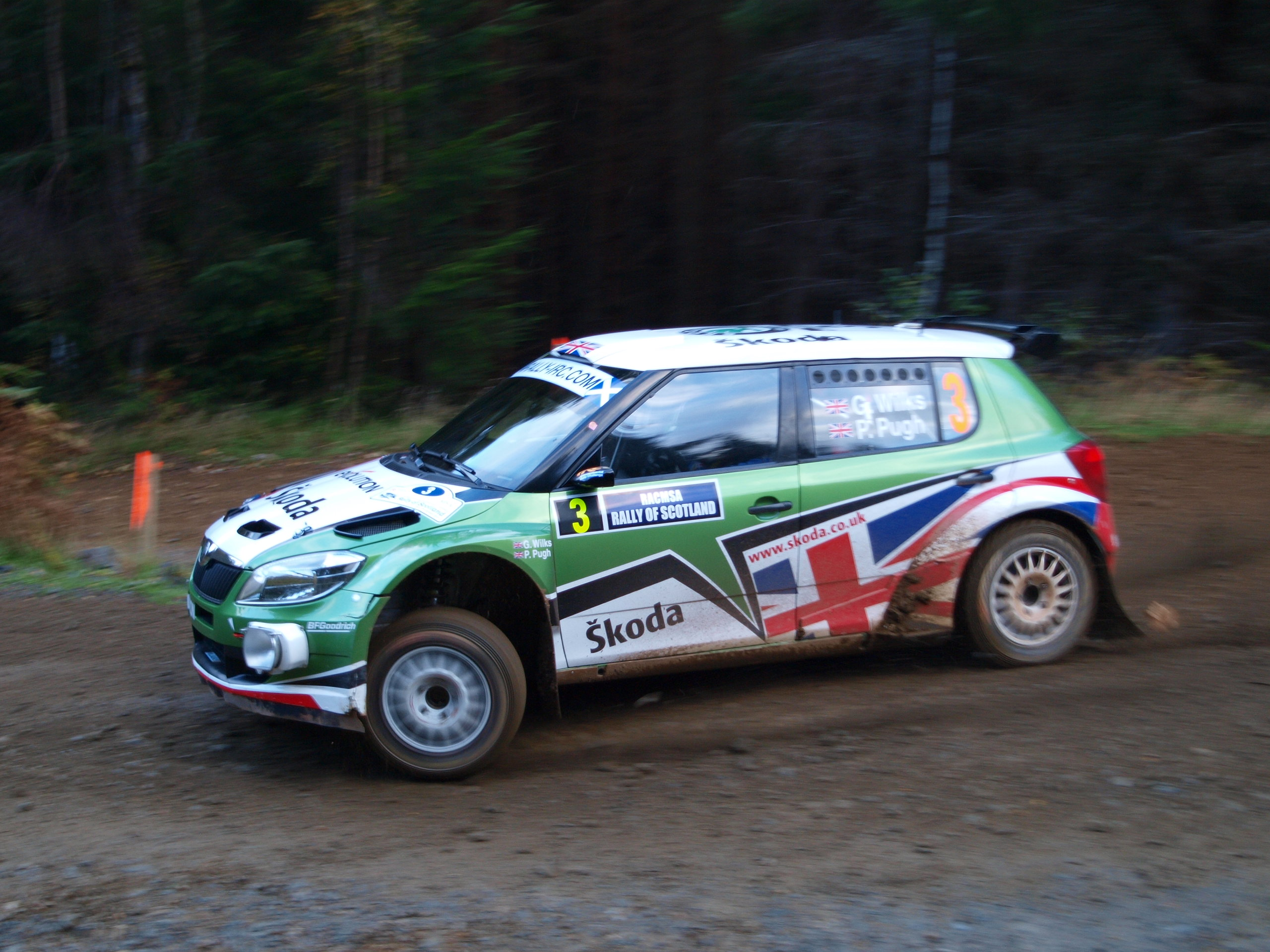
Guy Wilks en el Rally de Escocia 2010

Guy Wilks, (22 de enero de 1981, Darlington, Condado de Durham, Inglaterra) es un piloto de rally que ha competido en el Campeonato Mundial de Rally y el Intercontinental Rally Challenge. Su única victoria absoluta fue en el Rally de Escocia de 2009.
Wilks disputó el Campeonato Mundial de Rally Junior 2003 con un Ford Puma, resultando séptimo. En 2004 pasó a pilotar un Suzuki Ignis, con el que logró dos victorias de clase y cuatro podios, quedando así tercero. Siguiendo con Suzuki, en 2005 obtuvo un triunfo y tres podios para obtener el subcampeonato, por detrás de Daniel Sordo. En 2006 disputó seis de las nueve fechas del JWRC con un Suzuki Swift, obteniendo dos victorias de clase.
En 2007, Wilks dio el salto a la clase World Rally Car del Campeonato Mundial de Rally. Al volante de un Ford Focus, obtuvo dos novenos puestos, un décimo y dos abandonos, por lo que no obtuvo puntos de campeonato. Luego resultó sexto absoluto en el Rally de Irlanda con un Subaru Impreza.
Por otra parte, el piloto disputó el Campeonato Británico con un Mitsubishi Lancer R4, resultando campeón 2007 y 2008, con un total de ocho victorias. También con un con un Mitsubishi Lancer, obtuvo la victoria de clase en el Rally de Gran Bretaña 2007 y el tercer puesto en 2008.
El británico se incorporó al Intercontinental Rally Challenge 2009. Disputó seis carreras con un Proton Satria Neo, resultando quinto en Rusia, tras lo cual triunfó en el Rally de Esoccia con un Škoda Fabia oficial. Pese a ausentarse en cuatro fechas, el piloto acabó séptimo en el campeonato.
En 2010 continuó en el IRC con el equipo oficial Škoda. Obtuvo dos segundos puestos, un tercero, un sexto, un octavo y tres abandonos. En Cerdeña tuvo un choque que le provocó fracturas lumbares, por lo que se ausentó en tres fechas. Por tanto, el británico acabó en la sexta posición final.
Wilks pasó al equipo oficial Peugeot en el IRC 2011. Obtuvo un tercer puesto en Monte Carlo, un cuarto y dos quintos, pero acumuló seis abandonos que lo relegaron a la séptima posición de campeonato.
En 2015, Wilks disputó dos fechas del Campeonato Mundial de Rallycross con un Mini Countryman, logrando el sexto puesto en Lydden Hill.

## Resultados IRC
| Año  | Equipo                    | Coche                   | 1       | 2     | 3       | 4       | 5       | 6       | 7       | 8       | 9       | 10      | Posición | Puntos |
| ---- | ------------------------- | ----------------------- | ------- | ----- | ------- | ------- | ------- | ------- | ------- | ------- | ------- | ------- | -------- | ------ |
| 2009 | Mellors Elliot Motorsport | Proton Satria Neo S2000 | BEL Ret | RUS 5 | POR 11  | CZE Ret | ESP 22  | ITA 13  |         |         |         |         | 7.º      | 15     |
| 2009 | Philip Pugh               | Škoda Fabia S2000       |         |       |         |         |         |         | SCO 1   |         |         |         | 7.º      | 15     |
| 2010 | Škoda UK                  | Škoda Fabia S2000       | MON 6   | CUR 2 | ARG 2   | CAN 3   | SAR Ret | ZLI 7   | SAN Ret | SCO Ret |         |         | 6.º      | 27     |
| 2011 | Peugeot UK                | Peugeot 207 S2000       | MON 3   | CAN 5 | COR Ret | YAL 5   | YPR 5   | AZO Ret | ZLI Ret | MEC Ret | SAN Ret | SCO Ret | 7.º      | 47     |